# Ernest Marsden
Ernest Marsden, född 19 februari 1889 i Rishton, Lancashire, England, död 15 december 1970, var en engelsk-nyzeeländsk fysiker. Han är känd för sina bidrag till vetenskapen medan han arbetade åt Ernest Rutherford, vilket ledde till upptäckten av nya teorier om atomstrukturen. 
Marsden studerade vid Victoria University of Manchester när Rutherford kom dit som professor 1907. Under sitt sista år som fysikstudent fick Marsden arbeta med Rutherfords forskningsassistent Hans Geiger, i experiment som gällde partiklar som emitterades vid radioaktivt sönderfall. De bekräftade att den tyngre och positivt laddade alfapartikeln kunde passera genom tunna metallfolier, men Rutherford föreslog att Marsden skulle undersöka om några partiklar studsade tillbaka, även om detta framstod som osannolikt givet då gällande idéer om atomens struktur. När Marsden genomförde experimentet fann han dock att några alfapartikar studsade mot provet. De oväntade experimentresultaten publicerades av Geiger och Marsden 1909, och ledde till att Rutherford några månader senare formulerade sin nukleära atommodell, med huvuddelen av massan koncentrerad i en liten, positivt laddad atomkärna.
Efter sin bachelorexamen 1909 fick Marsden ett position som universitetsadjunkt i fysik vid University of London, men återkom efter en kortare tid till Rutherfords laboratorium, och blev hans forskningsassistent 1912 efter Geiger. Han doktorerade 1914. Med Rutherfords rekommendationer blev Marsden 1915 professor i fysik vid Victoria University College i Wellington, Nya Zeeland. Han tjänstgjorde som frivillig i den senare delen av första världskriget och hamnade i brittiska ingenjörstrupperna, där han tillsammans med andra fysiker arbetade med artillerilokalisering med akustiska metoder. Han tjänstgjorde till krigets slut och fick en tillfällig grad som major.